# Tayitchi'out
Les Tayitchi'out (parfois orthographié Tayichiud ou  Taïdjioutes) sont les membres d'une dynastie aristocratique mongole présente au centre et au sud de la Mongolie avant la formation de l'empire Mongol.

## Généalogie
Les Tayichi'ont sont issus du deuxième fils de Qaïdu, Charaqai Lingqu. En 1146, Ambaqaï, devient Khan des mongoles.
Charaqai Lingqu avait quatre fils :
- Charaqai Lingqu (Sorqoqtu Küchene), (v.1055 - ?);
  - Senggum Bilge, (v.1075 - ?);
    - Ambaqaï, (v.1100 - 1156), Khan des mongoles en 1148;
      - Adal Khan, (v.1120 - 1186), Khan des mongoles;
        - Targhudai Qïriltuq, (v.1140 - 1201);

      - Qada'an Taishi, (v.1125 - ?);
        - Tödö'en, (v.1145 - ?);
          - ? Jochi Khan, (v.1165 - 1201), Khan des mongoles;

  - Gendü China, (v.1080 - ?);
  - Olekchin China, (v.1082 - ?);
    - Voir la maison des Chinas/Chinos;

  - ? Besüdei, (v.1085 - ?);
    - Voir la maison des Besüd;

## Histoire
Rivaux des Naïmans et de plusieurs autres dynasties aristocratiques mongoles, ils sont peints dans l'Histoire secrète des Mongols comme de violents ennemis de Gengis Khan.
Après s'être emparé du pouvoir à la mort de Yesügei, leur chef Tarqoutaï Kiriltoug capture le jeune Temüjin (Gengis Khan), mais il parvient à s'évader.
Plus tard, il les battra sur le haut Onon avec l'aide de son allié l’Ong-khan Toghril. Durant la bataille, leur chef Tarqoutaï est tué.
Ils se rallient à Djamuqa quand celui-ci se fait proclamer khan universel en 1201 avec le soutien des aristocrates liguées contre l’Ong-khan. Ils sont finalement battus par Gengis Khan qui en décime la majorité et force les survivants à se soumettre.
L'un d'eux, Djebé (la flèche, surnommé ainsi car il avait abattu d'une flèche le cheval de Gengis Khan) deviendra un des plus fameux généraux de la conquête. Baïdju, général des armées mongoles en Perse en 1241, est également issu du clan des Tayitchi'out.

## Sources
- L'empire des steppes : Attila, Gengis-Khan, Tamerlan: Attila, Gengis-Khan, Tamerlan, par René Grousset Publié par Payot, 1939